# Виссер, Деннис
Деннис Виссер (нидерл. Dennis Visser; род. 3 апреля 1995) — нидерландский шорт-трекист, участник зимних Олимпийских игр 2018 года, чемпион мира 2017 года, двукратный чемпион Европы, двукратный серебряный призёр чемпионата Европы.

## Спортивная карьера
Деннис Виссер родился в городе Снек, но вырос в Леммере, провинция Фрисландия. Его родители спросили, каким видом спорта хотел бы заниматься, и тогда он выбрал катание на коньках. Сначала это было любительское катание, а потом уже пошёл до конца. С восьмилетнего возраста он тренируется на базе клуба «Shorttrack Club Thialf» в Херенвене под руководством Йеруна Оттера.
Деннис стал чемпионом Нидерландов среди юниоров в категории "С" в 2010 году, а в 2011 бронзовым призёром в категории "B". В 2013 году Виссер дебютировал на юниорском чемпионате мира в Варшаве и занял 25-е место в общем зачёте многоборья. Через год в Эрзуруме опустился на 29-е место в многоборье. В сезоне 2014/15 годов он завоевал серебряную и бронзовую медаль на дистанциях 1000 и 1500 м на чемпионате Нидерландов.
Первую медаль на соревновании международного уровня Виссер выиграл на чемпионате Европы в Сочи 2016 года. В эстафете голландские конькобежцы с результатом 7:12.495 завоевали золотые медали, опередив соперников из Венгрии (7:12.634 — 2-е место) и Великобритании (7:17.390 — 3-е место). В феврале на Кубке мира в Дордрехте он занял 2-е место в составе эстафетной команды, а в марте впервые участвовал в чемпионате мира в Сеуле.
Ещё одной золотой медалью завершилось выступление Виссера на чемпионате мира в Роттердаме 2017 года. Его команда в эстафете с результатом 7:06.826 выиграла забег, опередив соперников из Китая (7:07.523 — 2-е место) и Венгрии (7:07.544 — 3-е место)
В январе 2018 года на чемпионате Европы в Дрездене Виссер вместе с товарищами второй раз выиграл звание чемпиона в эстафете. На зимних Олимпийских играх в Пхёнчхане в феврале 2018 года он выступал в эстафете, где голландская команда была дисквалифицирована в предварительных забегах. Сезон 2018/19 годов он начал в ноябре на Кубке мира в Калгари, где с командой занял 3-е место в эстафете, а в декабре в Алматы выиграл золото в мужской эстафете.
В 2019 году на очередном чемпионате Европы в Дордрехте Виссер завоевал серебряную медаль в эстафете. На чемпионате мира в Софии поднялся с товарищами на 5-е место в той же эстафете. В январе 2020 года выиграл серебряную медаль чемпионате Европы в Дебрецене в составе голландской четвёрки.
25-летний Деннис получил травму спины в сентябре 2020 года, и он пропустил чемпионат мира 2021 года.
В апреле 2021 года федерация конькобежного спорта Нидерландов (КНСБ) заявила, что Виссер не будет участвовать в национальном отборе сезона 2021/22 годов из-за травмы в прошлом году. Он пропустил и участие в Олимпийских играх в Пекине в 2022 году.

## Личная жизнь
Деннис Виссер изучал менеджмент в Фрисландском колледже в Херенвене. Встречался с подругой по сборной Джорджи Далримпл.